# I Will Remember
I Will Remember è una canzone della rock band Toto, primo singolo estratto dall'album Tambu.

## Informazioni
Scritto da Steve Lukather, questo pezzo è uno degli pochi dei Toto a non contenere parti di chitarra: nel brano, infatti, Steve suona la tastiera.
Il singolo arriva sessantaquattresimo nella Official Singles Chart e ottantaduesimo nella MegaCharts, e si conferma uno dei brani più ascoltati e di successo della band, godendo tra il 1995 e il 1996 di ampi passaggi in radio.
Il brano segna anche l'esordio alla batteria di Simon Phillips.

## Videoclip
Il video ripercorre una normale giornata in ufficio, focalizzandosi su un impiegato in particolare, che appare tormentato dai ricordi della sua ex-fidanzata. Nel corso del video decide di affrontare il trauma, e per quanto doloroso possa essere, accettare l'avvenuta fine della relazione.
Il protagonista è interpretato da Miguel Ferrer. Inoltre compare nel video Edward James Olmos, famoso per aver interpretato il "Tenente Martin Castillo" in Miami Vice e "Gaff" in Blade Runner.
Verso la fine, viene mostrata Jenny Douglas McRae, che per l'album Tambu fu ingaggiata per ricoprire le parti della voce secondaria.

## Tracce
1. I Will Remember
2. Blackeye

## Il B-side Blackeye
La canzone che appare sul b-side è Blackeye, un brano di quasi quattro minuti interamente cantato da Jenny Douglas-McRae.
Esso verrà riproposto come bonus track nelle versioni giapponesi e americane di Tambu.

## Formazione
- Steve Lukather- voce primaria e tastiera (chitarra elettrica in Blackeye)
- Jenny Douglas McRae- voce secondaria (voce primaria in Blackeye)
- John James- voce secondaria
- David Paich- tastiera e voce secondaria
- Mike Porcaro- basso elettrico
- Simon Phillips- batteria
- Lenny Castro- percussioni